# Amos Tversky
Amos Tversky (* 16. März 1937 in Haifa, Völkerbundsmandat für Palästina, heute Israel; † 2. Juni 1996 in Stanford, Kalifornien) war ein israelischer Pionier der kognitiven Psychologie bzw. Kognitionswissenschaft.

## Leben und Wirken
Amos Tversky war ein Sohn des Veterinärs Josef Tversky und der Sozialpolitikerin Jenia Tversky.
1965 wurde Tversky an der University of Michigan promoviert und lehrte danach an der Hebräischen Universität Jerusalem, bevor er zur Stanford University wechselte. Er war führend in der psychologischen Untersuchung von Heuristiken, der Entdeckung systematischer menschlicher Fehler (Kognitive Verzerrung) und der Untersuchung von Entscheidungen unter Risiko. Tversky starb nach Angaben der Stanford University an einem metastasierten malignen Melanom.
Tversky entwickelte zusammen mit Daniel Kahneman die Prospect Theory, um menschliche Urteile bei wirtschaftlichen Entscheidungen realistischer als im traditionellen Kosten-Nutzen-Modell zu modellieren. Galten Kahneman und Tversky an der Hebräischen Universität anfangs als Rivalen, so legte sich das im Jahr 1969. Danach saßen sie häufig zusammen in einem Seminarraum, durch dessen geschlossene Tür oft Lachen zu hören war. Tverskys Frau sagte später, ihre Beziehung sei intensiver gewesen als eine Ehe.
Nach dem Tod von Tversky erhielt Daniel Kahneman im Jahr 2002 gemeinsam mit Vernon L. Smith den Alfred-Nobel-Gedächtnispreis für Wirtschaftswissenschaften.

## Auszeichnungen und Ehrungen (Auswahl)
- 1980: Aufnahme in die American Academy of Arts and Sciences[1]
- 1984: MacArthur Fellowship[1]
- 1984: Guggenheim-Stipendium[1]
- 1985: Aufnahme in die National Academy of Sciences der Vereinigten Staaten[1]

## Werke (Auswahl)

### Fachartikel
- Prospect Theory: An Analysis of Decision under Risk mit Kahneman in Econometrica, Band 47, No. 2 (Mar., 1979), S. 263–291.
- Assessing Uncertainty in Journal of the Royal Statistical Society. Serie B (Methodologisch), Band 36, Nr. 2 (1974), S. 148–159.
- Availability: A heuristic for judging frequency and probability mit Daniel Kahneman in Cognitive psychology, 5.2 (1973), S. 207–232.
- Belief in the law of small numbers mit Daniel Kahneman in Psychological bulletin, 76.2 (1971), S. 105.

### Bücher
- Daniel Kahneman, Paul Slovic, Amos Tversky: Judgment under uncertainty: Heuristics and biases. Cambridge University Press, New York 1982.